# جنبش سفید
جنبش سفید (روسی: Бѣлое движеніе/Белое движение) و شاخه نظامی آن ارتش سفید (Бѣлая Армія/Белая Армия)، که به نام سفیدها (Бѣлые/Белые) نیز شناخته می‌شدند، یک کنفدراسیون سست نیروهای ضد کمونیسم بود که علیه کمونیسم بلشویک‌ها، یا سرخ‌ها در جنگ داخلی روسیه (۱۹۱۷–۱۹۲۲/۱۹۲۳) می‌جنگیدند و تا حد کمتری فعالیت خود را به عنوان انجمن‌های نظامی شورشیان چه در خارج و چه در مرزهای روسیه در سیبری تا جنگ جهانی دوم (۱۹۳۹–۱۹۴۵) ادامه دادند.